# Strażnica WOP Dębina
Strażnica WOP Dębina – podstawowy pododdział graniczny Wojsk Ochrony Pogranicza pełniący służbę ochronną na granicy morskiej.

## Formowanie i zmiany organizacyjne
Strażnica została sformowana w 1945  w strukturze 18 komendy odcinka Słupsk jako 88 strażnica WOP (Bohon Walde) (Schonwalde) o stanie 56 żołnierzy. Kierownictwo strażnicy stanowili: komendant strażnicy, zastępca komendanta do spraw polityczno-wychowawczych i zastępca do spraw zwiadu. Strażnica składała się z dwóch drużyn strzeleckich, drużyny fizylierów, drużyny łączności i gospodarczej. Etat przewidywał także instruktora do tresury psów służbowych oraz instruktora sanitarnego. Sformowane strażnice morskiego oddziału OP nie przystąpiły bezpośrednio do objęcia ochrony granicy morskiej. Odcinek dawnej granicy polsko-niemieckiej sprzed 1939  od Piaśnicy, aż do lewego styku z 4 Oddziałem OP ochraniany był przez radziecką straż graniczną wydzieloną ze składu wojsk marszałka Rokossowskiego. Pozostały odcinek granicy od rzeki Piaśnica, aż po granicę z ZSRR zabezpieczała Morska Milicja Obywatelska.
W 1951  88 strażnica stacjonowała w Rowach.
Od 15 marca 1954 wprowadzono nową numerację strażnic. Strażnica Rowy otrzymała numer 85 .

## Służba graniczna
Dopiero w kwietniu 1946  88 strażnica WOP Ustka(?) zaczęła przyjmować pod ochronę wybrzeże morskie. Jeszcze w czerwcu 1946, wobec sprzeciwu dowódców radzieckich, strażnica mogła wysyłać patrole jedynie wspólnie z żołnierzami radzieckimi.
Strażnice sąsiednie:
87 strażnica WOP Mudel ⇔ 89 strażnica WOP Rowe – 1946

## Dowódcy strażnicy
- chor. Leon Szerszeń[2]
- chor. Jerzy Okrzeja (był 10.1946)[b] – dowódca 88 strażnicy